# MLW War Chamber
War Chamber es un evento de supercard de lucha libre profesional producido por Major League Wrestling (MLW).

## Ediciones

### 2019

#### Resultados
- Team Von Erichs (Marshall Von Erich, Ross Von Erich, Low Ki & Tom Lawlor) (con Kevin Von Erich) derrotaron a The Contra Unit (Ikuro Kwon, Jacob Fatu, Josef Samael & Simon Gotch) War Chamber match

### 2021

#### Resultados
- The Hammerheads (Alexander Hammerstone, EJ Nduka, Richard Holliday, Matanza Duran & Savio Vega) derrotaron a The Contra Unit (Ikuro Kwon, Jacob Fatu, Mads Krügger, Soldier #1 & Soldier #2) en una War Chamber match. (12:26)

### 2023
War Games fue un evento de lucha libre profesional producido por Major League Wrestling (MLW), que se realizó el 6 de abril de 2023 en el Melrose Ballroom de Queens, Nueva York.

#### Resultados
- AKIRA (con Raven) derrotó a Lince Dorado (c) y a Lio Rush ganando el Campeonato Mundial Peso Medio de MLW.(6:11)[1][2]
  - AKIRA cubrió a Dorado después de aplicarle un «Death Penalty».
  - Después del combate, Raven le entregó el título y The Calling celebraron en el escenario.
- The Samoan SWAT Team (Lance Anoa'i & Juicy Finau) (c) (con Jacob Fatu) derrotaron a The FBI (Little Guido & Ray Jaz) y a The Mane Event (Jay Lyons & Midas Black) reteniendo los Campeonatos Mundiales en Parejas de MLW.(5:48)[3]
  - «Polineasian Splash».
- Ken Broadway derrotó a TJ Crawford.[4]
- Davey Boy Smith Jr. derrotó a Calvin Tankman por rendición en la primera Ronda del Torneo por la Copa Opera.
  - Smith forzó a Tankman a rendirse con un «Clutch».
- Delmi Exo derrotó a Taya Valkyrie (c) (con John Hennigan) y ganó el Campeonato Mundial Femenino Peso Pluma de MLW.(8:43)[5][6]
  - Exo cubrió a Valkyrie después de aplicarle un «Delmi Driver».
  - Durante el combate, Hennigan interfirió a favor de Valkyrie.
- Sam Adonis (con John Hennigan) derrotó a Willie Mack.(5:38)[7][8]
  - Adonis cubrió a Mack después de aplicarle un «450º Splash».
  - Durante el combate, Hennigan interfirió a favor de Adonis.
  - Después del combate, Mance Warner encaró a Adonis.
- Billie Starkz derrotó a B3CCA.[9]
  - «Swanton».
- Jacob Fatu derrotó a John Hennigan (c) (con Taya Valkyrie) y ganó el Campeonato Nacional Peso Abierto de MLW[10]
  - Fatu cubrió a Hennigan después de aplicarle un «Samoan Drop» seguido de un «Moonsault».
- Mandy León derrotó a Clara Carreras.[11]
  - Leon cubrió a Carreras después de aplicarle un «».
- Alex Kane (con Mr. Thomas) derrotó al Campeón Mundial de Lucha Libre Unificado de wXw Shigehiro Irie.
  - Kane cubrió a Irie después de aplicarle un «».
  - El título de Irie no estuvo en juego.
- Tracy Williams derrotó a Tony Deppen en la primera Ronda del Torneo por la Copa Opera avanzando a la Semifinal.
  - Williams cubrió a Deppen después de aplicarle un «Piledriver».
- Microman (con Mister Saint Laurent) derrotó a The Beastman (con Kim Chee).[12]
  - Microman cubrió a Beastman después de aplicarle un «DDT».
- The Calling (Rickey Shane Page, Delirious, AKIRA & Dr. Cornwallus) (con Raven) derrotó a Alexander Hammerstone & The Second Gear Crew (Mance Warner, Matthew Justice & 1 Called Manders) en un War Chamber Match.(27:30)[13]
  - Page cubrió a Justice después de aplicarle un «DDT».